# Grafschaft (Schmallenberg)

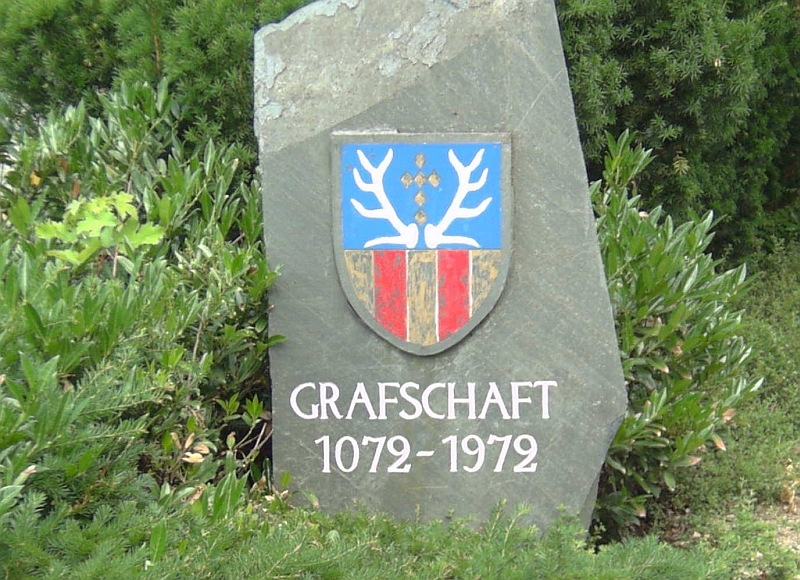
Schiefertafel mit Wappen

Grafschaft ist ein Ortsteil der Stadt Schmallenberg. Seit 1974 ist Grafschaft staatlich anerkannter Luftkurort und seit dem Jahr 2002 Heilklimatischer Kurort. Das „Bundesgolddorf“ hat 1145 Einwohner.

## Geographie

### Lage
Grafschaft liegt 3 Kilometer östlich von Schmallenberg am Fuße des Wilzenbergs auf ca. 410 Metern über Meereshöhe. Durch den Ort fließt der gleichnamige Fluss Grafschaft. Zur Kirchengemeinde Grafschaft gehören Schanze und Latrop. Um Grafschaft liegen das Landschaftsschutzgebiet Offenlandmulde Grafschaft - Almert und das Landschaftsschutzgebiet Talraum der Grafschaft und Seitentäler.

### Nachbarorte
Angrenzende Orte sind Schanze, Schmallenberg, Gleidorf, Winkhausen, Almert, Störmecke und Latrop.

## Geschichte

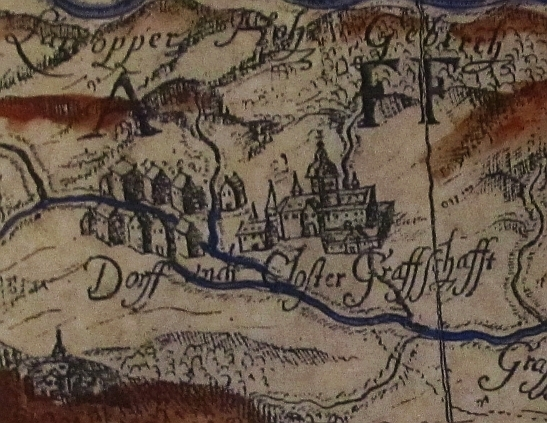
Dorff und Closter Graffschafft 1653

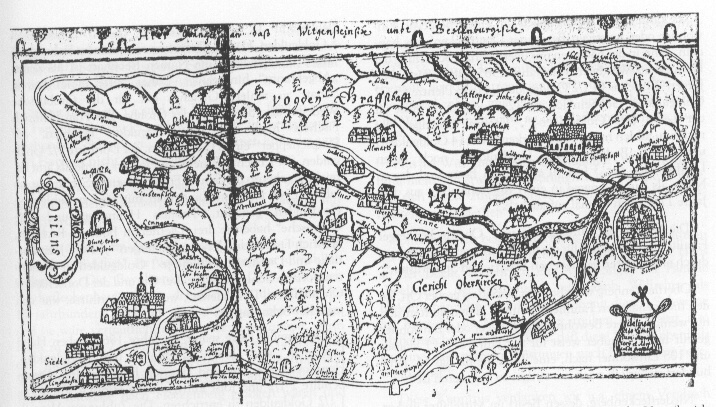
Vogtei Grafschaft 1697

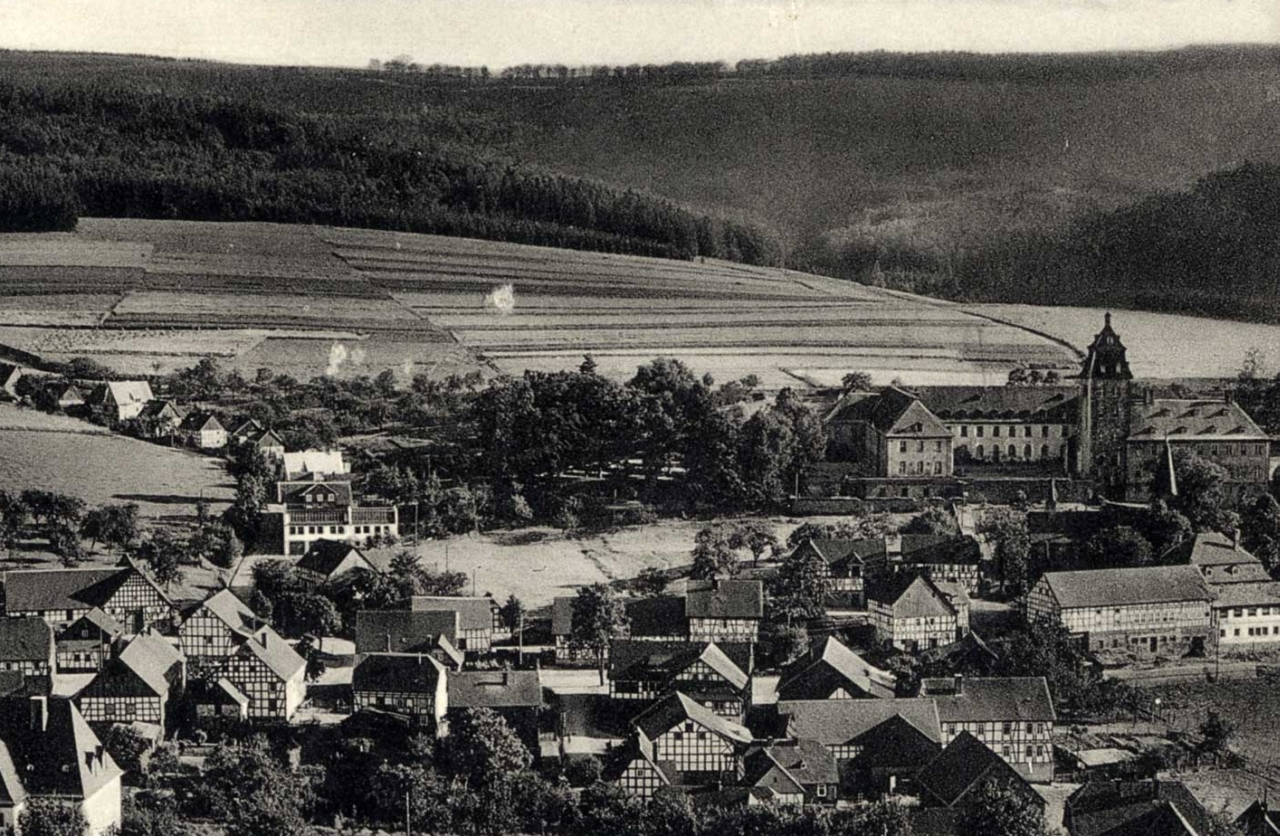
Grafschaft 1903

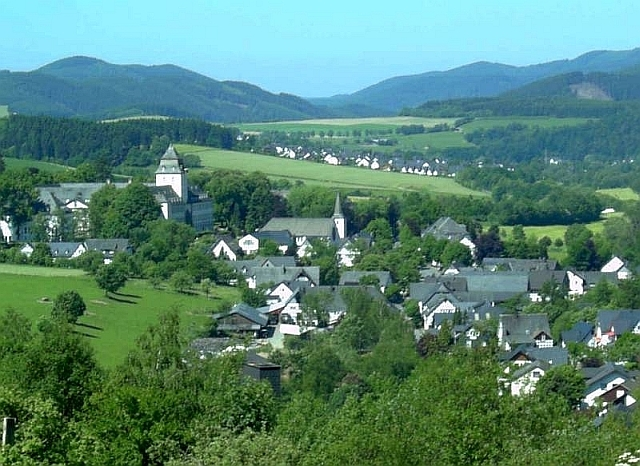
Grafschaft 2006

Der Name Grafschaft leitet sich her vom Flurnamen „Graskap“, d. h. „Graskuppe“. Damit sollte wohl der Ort, an dem die im Jahr 1072 gegründete Benediktinerabtei erbaut wurde, oder eine der umliegenden grasbewachsenen Anhöhen bezeichnet werden.
Es gibt auch einen Namensbezug zum Adelsgeschlecht der Edelherren von Grafschaft (damals „von Grascap“). Die Grafschafter Edelherren wurde nach Gründung des Klosters Grafschaft erbliche Schirmvögte des Klosters. Sie bauten später in Nordenau an der Heidenstraße ihre Stammburg (heutige Burgruine Rappelstein). Beweise darüber, dass die Edelherren von Grafschaft zuvor ihren Sitz am Wilzenberg hatten, gibt es nicht. Im 16. Jahrhundert starb das Geschlecht derer von Glascap aus.
Der Ort wird erstmals im Jahr 1072 im Zusammenhang mit der Klostergründung erwähnt. Ob zu damaliger Zeit bereits ein Dorf namens Grafschaft existierte, lässt sich anhand der schriftlichen Überlieferung nicht nachweisen.
Die Zahl der Hofstellen in Grafschaft für die Zeit um 1072 anzugeben ist aus diesem Grund nicht genau möglich. Ausgehend von den Hoferwähnungen des 13. und 14. Jahrhunderts dürften es zwischen ein bis vier Höfe gewesen sein. Die erste urkundliche Erwähnung des Ortes datiert aus dem Jahr 1283. Für die Zeit bis 1400 lassen sich mindestens sieben Höfe in Grafschaft nachweisen, 100 Jahre später sind es zehn. Bis 1660 wuchs die Zahl der Höfe auf 17 an. Alle Höfe gehörten dem Kloster Grafschaft und waren ihm abgabepflichtig. 1645 wurde Gravelcop auf der Karte Westphalia Ducatus kartografisch erfasst.
Im Zuge der Säkularisation im Jahr 1803 wurde das Kloster Grafschaft aufgehoben und vom neuen Landesherrn, dem Landgraf, später Großherzog von Hessen-Darmstadt übernommen. Im Jahr 1816 fiel Grafschaft wie das gesamte Sauerland an das Königreich Preußen. 1843 wurde die politische Gemeinde Grafschaft, zu der auch die Orte Gleidorf, Latrop und Schanze gehörten, etabliert. In den Jahren 1851 und 1852 zerstörten zwei Großbrände ein Drittel der Häuser im Ort. Neben dem traditionellen Erwerbszweig, der Landwirtschaft, bestimmten im 19. und 20. Jahrhundert Handwerk und Tätigkeiten im Dienstleistungssektor das Erwerbsleben des Ortes. Zunehmende Bedeutung gewann im 20. Jahrhundert der Fremdenverkehr. Heute ist Grafschaft ein beliebter Urlaubsort. Gefördert wurde diese Entwicklung durch den Wettbewerb „Unser Dorf soll schöner werden“. Beim Bundeswettbewerb im Jahr 1965 wurde Grafschaft mit der Goldplakette ausgezeichnet.
Im Jahr 1920 verlor die Gemeinde Grafschaft ein Gebiet mit 8,55 km² zur Bildung der neuen Gemeinde Fleckenberg.
Im Zuge der kommunalen Neugliederung wurde am 1. Januar 1975 die politische Gemeinde Grafschaft der neuen Stadt Schmallenberg angegliedert.

## Politik

### Wappen
| Wappen von Grafschaft | Blasonierung: „Von Blau und Gold geteilt; oben ein goldenes, von zwei silbernen Hirschstangen begleitetes, aus sechs Rauten gebildetes Kreuz, unten zwei rote Pfähle.“ |
| Wappen von Grafschaft | Wappenbegründung: Beide Wappenbilder wurden im Wappen der Äbte von Grafschaft geführt. Der obere Teil entstammt dem Wappen der Grafen von Dassel, der untere Teil dem Wappen der ausgestorbenen Edelherren von Grafschaft, die bis 1572 Klostervögte waren. Die amtliche Genehmigung des Wappens von Grafschaft erfolgte am 10. Dezember 1951. |

## Religion

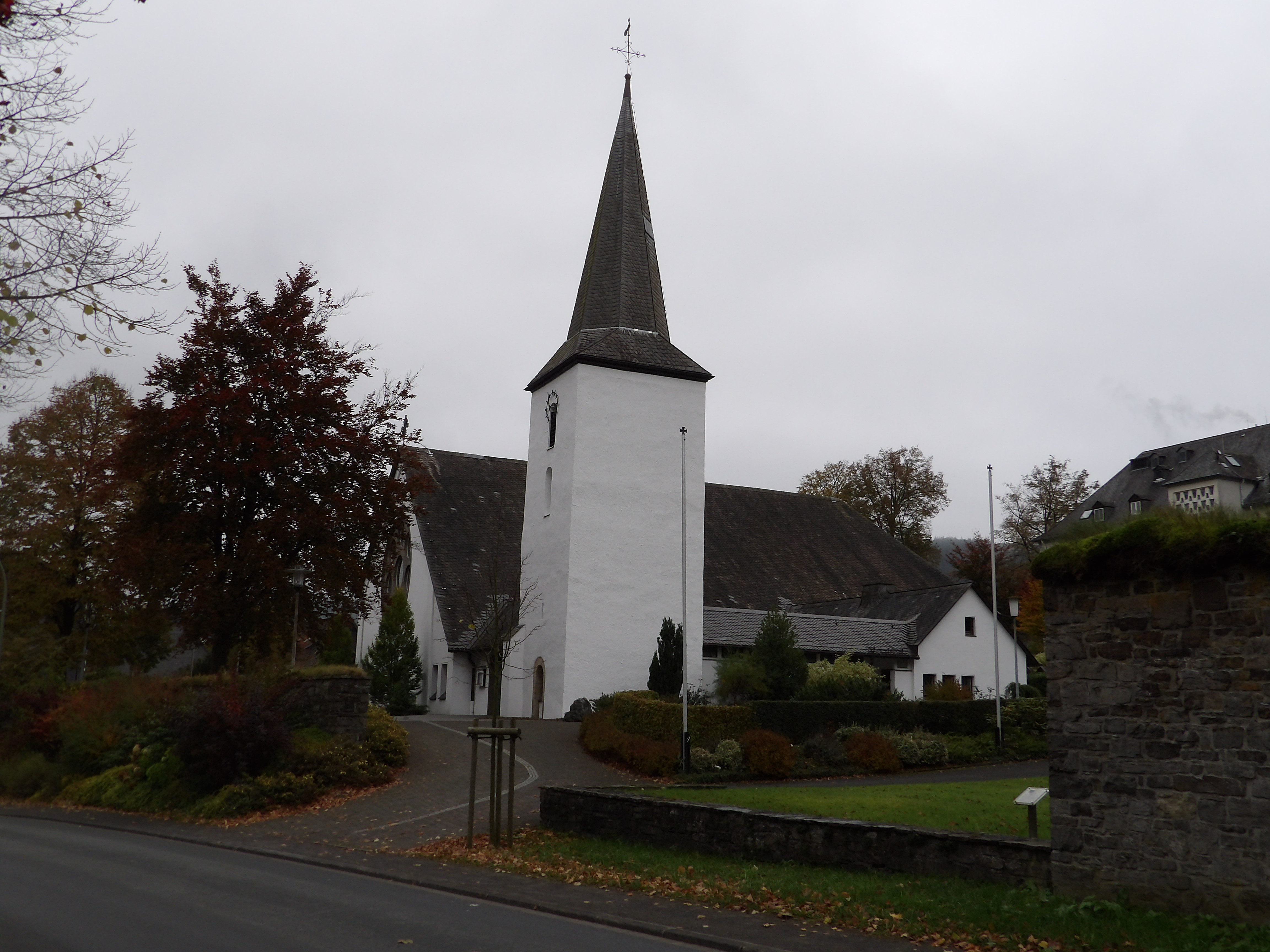
Pfarrkirche St. Georg

Die einschiffige, dreijochige Kirche aus dem 18. Jahrhundert wurde im Jahr 1962 abgebrochen. An der gleichen Stelle vor dem Kloster errichtete man 1963/1964 die heutige Pfarrkirche St. Georg.

## Einrichtungen
Grafschaft ist Sitz des Fachkrankenhaus Kloster Grafschaft und des Fraunhofer-Instituts für Molekularbiologie und Angewandte Oekologie (seit 1959).

## Bildung
Im Ort gibt es eine öffentliche katholische Bücherei sowie einen Kindergarten.

## Sehenswürdigkeiten

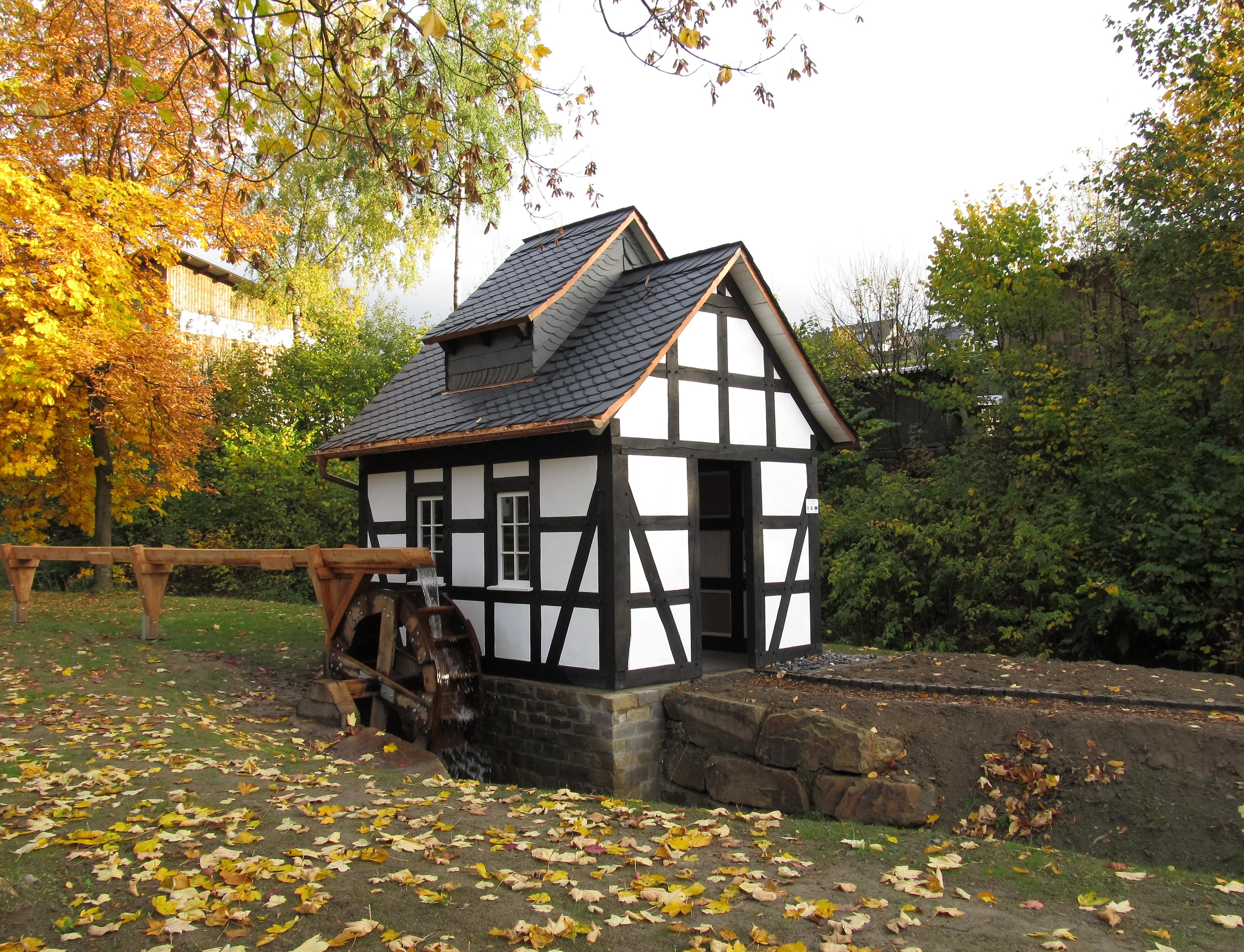
Wasserrad nahe der ehemaligen Kornmühle Heimes

Im Schmallenberger Stadtgebiet gibt es 185 Baudenkmale. Davon befinden sich einige in Grafschaft. Die Liste der Baudenkmäler in Schmallenberg listet die Baudenkmäler mit einer kurzen Beschreibung. Zu den besonderen Sehenswürdigkeiten gehören:
- Kloster Grafschaft; sehenswert vor allem das Westportal mit Anno-Statue und das im Nordflügel untergebrachte Museum.
- Wilzenberg; Reste einer prähistorischen Wallburg; Wallfahrtskapelle aus dem Jahr 1633; auf dem Gipfel (658 m) befindet sich ein Aussichtsturm.

Siehe auch: Liste der Naturdenkmäler in Schmallenberg

## Sonstiges
Grafschaft gewann 1965 im Wettbewerb „Unser Dorf soll schöner werden“ Bundesgold.

## Persönlichkeiten

### Ehrenbürger
- Bürgermeister Paul Kloidt wurden 1974 die Ehrenbürgerrechte verliehen.